# 국민세력연합
국민세력연합(아랍어: تحالف القوى الوطنية, 영어: National Forces Alliance)는 리비아의 정당이다. 무아마르 카다피 정권이 붕괴된 뒤에 창당되었다. 자유주의, 세속주의, 민주주의를 표방한다.

## 같이 보기
- 이슬람 민주주의 정당 목록